# Samarinda
Samarinda är en stad på östra Borneo i Indonesien. Den är administrativ huvudort för provinsen Kalimantan Timur och har cirka 870 000 invånare.